# Saison 4 de Frasier
Chronologie
Saison 3 Saison 5
Cet article présente le guide des épisodes de la quatrième saison de la sitcom Frasier.

## Liste des épisodes

### Épisode 1:Les Deux madames Crane
- États-Unis : 17 septembre 1996 sur NBC
- Belgique : 17 mai 2012 sur Club RTL
- France : 30 juillet 2000 sur Serie Club

### Épisode 2:Une de perdue
- États-Unis : 24 septembre 1995 sur NBC
- Belgique : 17 mai 2012 sur Club RTL

Bob Costas

### Épisode 3:Le Rêve impossible
- États-Unis : 15 octobre 1995 sur NBC
- Belgique : 18 mai 2012 sur Club RTL

### Épisode 4:La Divine Tragédie
- États-Unis : 22 octobre 1995 sur NBC
- Belgique : 2 mai 2012 sur Club RTL

### Épisode 5:Le Psy et le Basketteur
- États-Unis : 12 novembre 1996 sur NBC
- Belgique : 3 mai 2012 sur Club RTL

### Épisode 6:Doubles Mixtes
- États-Unis : 19 novembre 1996 sur NBC
- Belgique : 3 mai 2012 sur Club RTL

### Épisode 7:Un week-end de fête
- États-Unis : 26 novembre 1996 sur NBC
- Belgique : 4 mai 2012 sur Club RTL

Jane Lynch

### Épisode 8:Les Cadeaux
- États-Unis : 10 décembre 1996 sur NBC
- Belgique : 4 mai 2012 sur Club RTL

John Kusack

### Épisode 9:La Nouvelle Petite amie de papa
- États-Unis : 7 janvier 1996 sur NBC
- Belgique : 7 mai 2012 sur Club RTL

Jane Kaczmarek

### Épisode 10:Les Menteurs
- États-Unis : 14 janvier 1997 sur NBC
- Belgique : 7 mai 2012 sur Club RTL

### Épisode 11:Résistance
- États-Unis : 21 janvier 1997 sur NBC
- Belgique : 8 mai 2012 sur Club RTL

### Épisode 12:Déprime
- États-Unis : 11 février 1997 sur NBC
- Belgique : 8 mai 2012 sur Club RTL

### Épisode 13:Un coup pour rien
- États-Unis : 18 février 1997 sur NBC
- Belgique : 9 mai 2012 sur Club RTL

### Épisode 14:Un drôle d'oiseau
- États-Unis : 25 février 1997 sur NBC
- Belgique : 9 mai 2012 sur Club RTL

### Épisode 15:Roz, l'Ange de la mort
- États-Unis : 11 mars 1997 sur NBC
- Belgique : 10 mai 2012 sur Club RTL

### Épisode 16:Vraiment pas doué
- États-Unis : 1er avril 1997 sur NBC
- Belgique : 10 mai 2012 sur Club RTL

### Épisode 17:Les Femmes et les agents d'abord
- États-Unis : 15 avril 1997 sur NBC
- Belgique : 11 mai 2012 sur Club RTL

Kathryn Joosten

### Épisode 18:La Monnaie de sa pièce
- États-Unis : 22 avril 1997 sur NBC
- Belgique : 11 mai 2012 sur Club RTL

### Épisode 19:La Rupture (1/2)
- États-Unis : 29 avril 1997 sur NBC
- Belgique : 14 mai 2012 sur Club RTL

### Épisode 20:La Rupture (2/2)
- États-Unis : 29 avril 1997 sur NBC
- Belgique : 14 mai 2012 sur Club RTL

### Épisode 21:Daphné, je t'abhorre (Sherry je t'adore)
- États-Unis : 6 mai 1997 sur NBC
- Belgique : 15 mai 2012 sur Club RTL

### Épisode 22:Demande de divorce
- États-Unis : 13 mai 1997 sur NBC
- Belgique : 15 mai 2012 sur Club RTL

### Épisode 23:Quelle question!
- États-Unis : 20 mai 1997 sur NBC
- Belgique : 16 mai 2012 sur Club RTL

### Épisode 24:Le Solitaire
- États-Unis : 20 mai 1997 sur NBC
- Belgique : 16 mai 2012 sur Club RTL

Linda Hamilton